# Pestalozzi-Gymnasium Dresden
Das Pestalozzi-Gymnasium Dresden ist ein kommunales Gymnasium im nördlichen Stadtgebiet von Dresden mit künstlerischem und naturwissenschaftlichem Profil. Die Schule  trägt den Namen des  Schweizer Pädagogen Johann Heinrich Pestalozzi. Das denkmalgeschützte Gebäude wurde nach Entwürfen des  Architekten und Dresdner Stadtbaurates Hans Erlwein mit Elementen der Reformbaukunst von 1913 bis 1915 erbaut und als Bürgerschule im Oktober 1915 eingeweiht. Die Schule weist eine wechselvolle Geschichte auf und spiegelt die politischen Systeme von der Kaiserzeit bis in die Neuzeit wider.

## Lage

### Geographische Lage
Das Gymnasium befindet sich im Nordwesten der Leipziger Vorstadt. Es steht am Pestalozziplatz und ist an der Großenhainer Straße, Ecke Weinböhlaer Straße im Nordwesten Dresdens gelegen. Es grenzt unmittelbar an den Stadtteil Pieschen. In direkter Nachbarschaft zur Schule liegt an der Weinböhlaer Straße ein Kinderhaus. Das Gelände des Sportvereins SV Motor Mickten-Dresden grenzt auf Höhe des Schulsportplatzes an das Schulareal an. Im Norden und Osten liegen großräumige Kleingartenanlagen.

### Pestalozziplatz
Der dreieckige und als Park gestaltete Pestalozziplatz liegt gegenüber vom Haupteingang der Schule. Er steht in einem engen funktionalen Zusammenhang zum stadtbildprägenden Hauptgebäude des Pestalozzi-Gymnasiums, das von mächtigen säulenförmigen Bäumen gerahmt wird. Das Schulgebäude und seine  Nebengebäude öffnen sich zum Stadtplatz. Der repräsentative Haupteingang liegt an der Grünfläche. Die mit einer Spielfläche ausgestattete öffentliche Grünanlage führt das Schulareal gestalterisch fort. Die stadtgliedernde Freifläche wurde 1910 als Riesaer Platz angelegt. Am südlichen Ende des Platzes parallel zur Bahnstrecke beginnt nach Westen die namensgebende Riesaer Straße an. Nach dem Zweiten Weltkrieg, im Januar 1946 wurde die Freifläche in Pestalozziplatz umbenannt.

## Gestalt

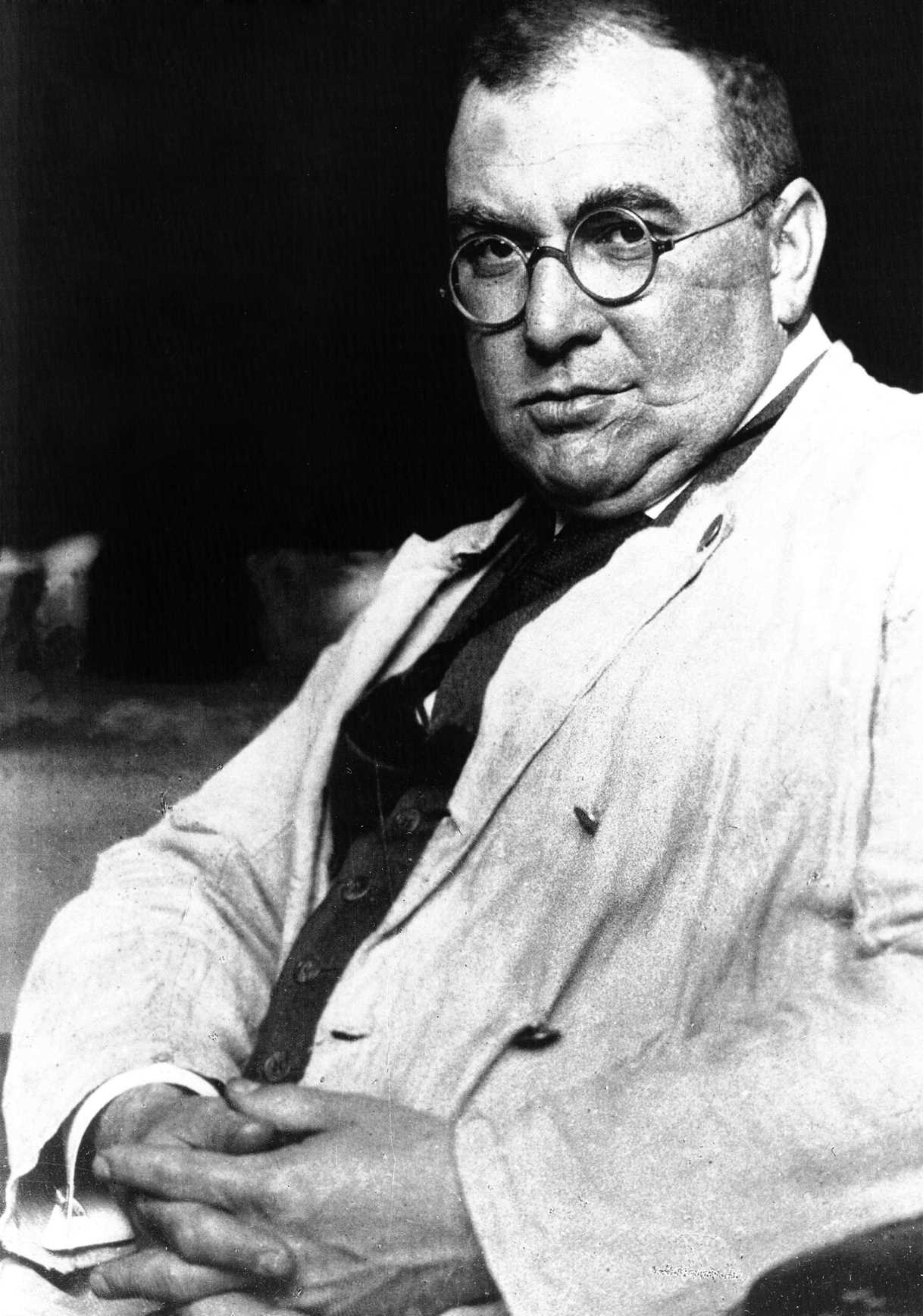
Architekt Hans Erlwein (1872–1914)

Das Schulgebäude wurde unter Leitung des  Dresdner Stadtbaurates Hans Erlwein geplant. Er verfolgte bei seinen Planungen eine großstädtische, zugleich aber auch traditionsgebundene und harmonische Bauweise.
Ursprünglich waren zwei spiegelgleiche Hauptgebäude projektiert, wobei der zweite Gebäudekomplex für eine Bezirksschule und Realschule nicht umgesetzt worden ist. Das bauliche Verbindungselement sollte das Schuldiener- und Heizerwohnhaus fungieren, das dann auch als Wohnung und Sitz des Hausmeisters genutzt wurde. Die Planung des östlichen Hauptgebäudes ist unvollendet geblieben.
Das errichtete Hauptgebäude umfasste einen Knabentrakt, der zum Platz hin orientiert war und einen kleineren Mädchenflügel der zur Weinböhlaer Straße ausgerichtet war. Die Knabenturnhalle befand sich bis zu späteren Umbaumaßnahmen im Erdgeschoss der Schule. Das Gebäude ist durch große Lisenen und ein Attikageschoss gegliedert. Ein halbrunder, geschlossener Vorbau fußt auf sechs dorischen Säulen und bildet den Eingangstrakt, der an einen antiken Tempelbau erinnert. Bei der Fassadengestaltung wurde der typische Erlweinputz – eine Art von Rauputz – verwendet.
Auf dem großen bogenförmigen Giebel über dem Mittelteil der Frontseite des Gebäudes befindet sich die Inschrift „Die Kraft eines jeden Volkes liegt in seiner Jugend“. Der Segmentbogengiebel trägt an die Dresdner Architektur angepasste barocke Züge. Der 35 Meter hohe Schulturm hat einen kupfernen Dachreiter und eine Turmuhr mit Umgang.
Der Schulkomplex beherrscht durch die offene Lage zum  Pestalozziplatz das Dresdner Stadtbild bis zur Bahnlinie und zwischen Kleingärten und der Wohnbebauung entlang der Großenhainer Straße. Das Schulgebäude stellt innerhalb des städtebaulichen Umfeldes, bestehend aus offener und geschlossener Bauweise, ein Solitär und eine städtebauliche Dominante dar. Die große Höhe des Schulhauses mit integriertem Schulturm und die hohe Baumasse bilden einen spannungsvollen Gegenpol zur umgebenden Bebauung. Das Bauwerk fügt sich in den Landschaftsraum im Norden und Osten ein.
Der verputzte Schulbau weist Elemente der Reformbaukunst auf und ist baugeschichtlich und ortsgeschichtlich bedeutsam, seine sachliche und schlichte Formensprache bezeugt die Abkehr vom Historismus in der  Bauzeit. Erlweins Vorstellungen zur reformierten Baukunst in Dresden umfassten: „Zweckmäßigkeit, Klarheit, Schlichtheit, Gliederung des Aufbaus und der Einordnung in die Umgebung“, Elemente die auch in seinen anderen Schulgebäuden erkennbar sind. Der Schulneubau in Trachenberge griff diese Ansätze auf und setzt sie in die Formensprache der Architektur um.
Der Erlwein-Bau  steht aufgrund seiner historischen Bedeutung, von Geschichte und Architektur unter Denkmalschutz.

## Geschichte

### Kaiserzeit und Erster Weltkrieg
Anfang des 20. Jahrhunderts kam es zu einem wirtschaftlichen Aufschwung und zu einer verstärkten Industrialisierung in Pieschen. Der Ausbau der Industrie führte zu einem Bevölkerungswachstum im nördlichen Stadtgebiet von Dresden. Neue Wohnquartiere für Arbeiter und Angestellte wurden gebaut. Für die wachsende Schülerzahl im bevölkerungsreichen Pieschen reichten infolgedessen die vorhandenen Schulen nicht aus. Daher wurde von der Schulbehörde für die bestehende XI. Bürgerschule in der Leipziger Vorstadt ein Neubau am Riesaer Platz, dem heutigen Pestalozziplatz geplant. Der Bau des Schulgebäudes begann im Herbst 1913. Am 11. Oktober 1915 wurde das Gebäude eingeweiht und 900 Mädchen und Jungen bezogen das neue Schulhaus.

### Zeit der Weimarer Republik
Im Jahre 1927 wurden die allgemeinen Volksschulen eingeführt. Die Bürgerschule wurde daraufhin aufgelöst und die Schulbezirke neu eingeteilt. Aus der XI. Bürgerschule entstand die 29. Volksschule. In der Volksschule wurden Ansätze der Reformpädagogik aufgriffen und es fand eine Abwendung von der Schule der Kaiserzeit statt. Die 29. Volksschule war in reine Mädchen- und Jungenklassen untergliedert. Die geschlechterbezogene Trennung der Schülerschaft spiegelte sich auch in der Eingangssituation des Hauptgebäudes wider. Den Jungen stand das Privileg der Nutzung des Haupteingangs am Pestalozziplatz zu. Die Mädchen nutzten den Nebeneingang an der Weinböhlaer Straße. Zudem wies das Schulgebäude einen größeren Knaben- und einen kleineren Mädchenflügel auf. Die Schulkinder gingen acht Jahre in relativ großen Klassen mit bis zu 35 Kindern zur Schule. Die höhere Abteilung der Volksschule wurde im Jahre 1925 eingeführt. Sie baute auf der vierjährigen Grundschule auf. Die höhere Abteilung umfasste die 5.–10. Klasse und endete mit dem Abschluss der Mittleren Reife. Die 29. Volksschule hatte als einzige von acht Volksschulen in Dresden eine höhere Abteilung.

### Nationalsozialismus und Zweiter Weltkrieg
Mit der Machtergreifung der Nationalsozialisten im Januar 1933 wurde die „Volksschule“ in ihrem Äußeren und in ihrer Struktur verändert. Sozialer und ethnischer Rassismus wurden eingeführt. Der Schulname wurde in Adolf-Hitler-Schule geändert, um die Verbundenheit mit dem politischen Führer zum Ausdruck zu bringen. Zudem wurde an den weithin sichtbaren Schulturm ein Hakenkreuz befestigt.
Während des Zweiten Weltkriegs, im Jahre 1943 wurde das Schulgebäude in ein Notlazarett zur Krankenpflege des Militärs umfunktioniert.

### Nachkriegszeit
Das Schulhaus wies trotz der Luftangriffe der Westalliierten auf Dresden keine schwerwiegenden Zerstörungen auf. Daher und wahrscheinlich aufgrund des Standorts an zwei Ausfallstraßen bezog nach der bedingungslosen Kapitulation der Wehrmacht im Mai 1945 die erste Kommandantur der sowjetischen Streitkräfte (Rote Armee) für Dresden die Schule und beschlagnahmte sie zu diesem Zweck. Die Machtausübung in der anfänglichen Besatzungszeit oblag dem Militärbefehlshaber, der Anführer der Einheit war, welche Dresden besetzte. Bis zur Etablierung der sowjetischen Besatzungsverwaltung im Juli 1945 hatte daher Generalleutnant Lebedenko als Kommandeur des 33. Gardeschützenkorps die militärische und politische Macht inne. Durch diese außerschulische Nutzung war der Unterricht im Sommer 1945 bis in den Herbst in der „Umstellungsphase“ unterbrochen.
Die bestehende auf den nationalsozialistischen Elementen beruhende Kommunalverfassung Dresdens wurde mit der Besetzung außer Kraft gesetzt. Beim Aufbau der lokalen Stadtverwaltung wirkte die sowjetische Kommandantur unterstützend. Dies betraf unter anderem die Auswahl von Bürgermeistern und die Mithilfe bei der Organisation erster Einwohnerversammlungen.

### DDR-Zeit

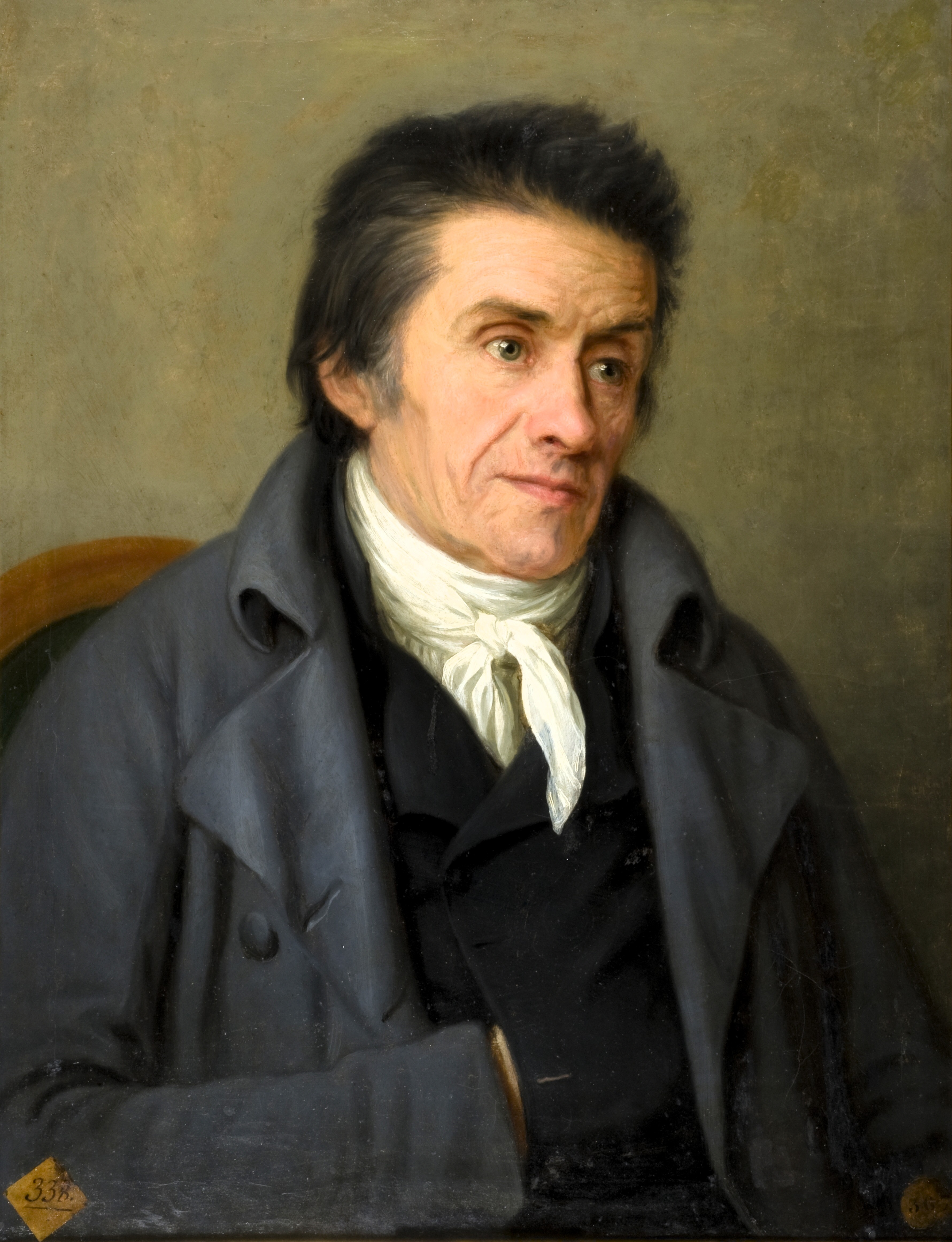
Johann Heinrich Pestalozzi auf einem Gemälde von Francisco Javier Ramos

Der Schulbetrieb wurde Anfang September 1946 wieder aufgenommen und die Schulstruktur grundlegend verändert, um dem Gesetz zur Demokratisierung der deutschen Schule vom Mai/Juni 1946 zu entsprechen. Zielstellung des Schulgesetzes war die Umformung des Schulsystems in der Sowjetischen Besatzungszone weg von nationalsozialistischen Einflüssen allerdings letztlich zu einer von der Sozialistischen Einheitspartei Deutschlands (SED) beherrschten Einheitsschule. Die Schule umfasste entsprechend dem zentralisierten Schulsystem eine Grundschule mit der 1.–8. Klasse und eine Oberschule mit der 9.–12. Klasse, dazu kam ein Kindergarten. Die Schülerzahl wurde auf 1500 deutlich erhöht. Im Zuge des Umstrukturierungsprozesses wurde der Name in Pestalozzischule gewählt. Johann Heinrich Pestalozzi gilt als Reformator der modernen Pädagogik und wurde zum Namens- und Ideengeber. In der Pestalozzischule wurde eine Oberschule aufgebaut und im Juli 1950 konnten die ersten Schüler ihr Abitur erwerben. Die Grund- und Oberschule wurde dann im Januar 1951 getrennt. Die Grundschule wurde als 29. Polytechnische Oberschule (POS) (ab 17. April 1971) mit dem Zusatznamen Arthur Ullrich geführt und die Erweiterte Oberschule (EOS) behielt den Namen Pestalozzi. Bemerkenswert in den 1960er Jahren war die Zusammenarbeit mit dem Patenbetrieb, der der Schule eine Ferienanlage in Altenkirchen auf Rügen ermöglichte. Für die Durchführung des polytechnischen Unterrichts wurde mit VEB Druck und Papier und mit der LPG Hellerau als praktischer Unterricht zusammengearbeitet.

### Nachwendezeit–Neuere Zeit
Nach der deutschen Wiedervereinigung wurde die historische Schule in ihrer Funktion entscheidend umstrukturiert. Die 29. Polytechnische Oberschule wurde nach dem Schuljahr 1990/1991 aufgelöst. Mit der alten Schultradition einer Grundschule als integraler Bestandteil des Schulstandortes wurde gebrochen. Seit der Schulgründung in der Kaiserzeit bis zur politischen Wende war eine Grundschule elementarer Bestandteil des Schulstandortes am Pestalozziplatz. Auf der Grundlage des neuen Sächsischen Schulgesetzes wurde ab dem Schuljahr 1992/1993 ein Gymnasium eingerichtet. Das „Pestalozzi-Gymnasium Dresden“ hat seither eine mathematisch-naturwissenschaftlichen Ausprägung.
Im Zeitraum zwischen 1996 und 2015 wurde die Schule in mehreren Bauabschnitten teilsaniert. Eine Mensa mit neuem Speiseraum und abgetrenntem Küchentrakt wurde am Nordflügel des Schulgebäudes durch den Abbruch des alten Kohlekellers errichtet. Sie wurde im Mai 2015 eröffnet und bietet Platz für 172 Schüler.
Seit 2001 nutzt das Gymnasium eine gemeinsam mit dem SV Motor Mickten-Dresden errichtete moderne Zweifeld-Turnhalle auf dem Schulgelände.

## Unterricht

### Profil
Das Pestalozzi-Gymnasium Dresden bietet ein künstlerisches und ein naturwissenschaftliches Profil an. Als erste Fremdsprache wird Englisch unterrichtet und als zweite Fremdsprache wird Französisch und Spanisch angeboten.

### Größe
Im Schuljahr 2018/2019 besuchen 733 Schüler das Gymnasium. 157 Schüler lernen in der letzten Jahrgangsstufe 11 und 12. An der weiterführenden Schule sind 61 Lehrkräfte tätig. Neben 2 kirchlichen Lehrkräften arbeiten 9 Referendare an dem Pestalozzi-Gymnasium.

### Motto
Das Motto der Schule lautet: Mit Kopf, Hand und Herz!
Es greift das nachhaltige und vertiefte Lernkonzept von Pestalozzi aus dem Ende des 18. Jahrhunderts auf. Der Prozess des Lernens funktioniert danach dann gut, wenn möglichst viele Sinne angeregt werden und die Lernenden geistig aktiv sind sowie sich körperlich bewegen.

## Bekannte Absolventen (Auswahl)
- Eberhard Panitz (1932–2021), Schriftsteller
- Christian Borchert (1942–2000), Fotograf
- Eva-Maria Stange (* 1957), Politikerin